# Bratteati di Vadstena e Mariedamm

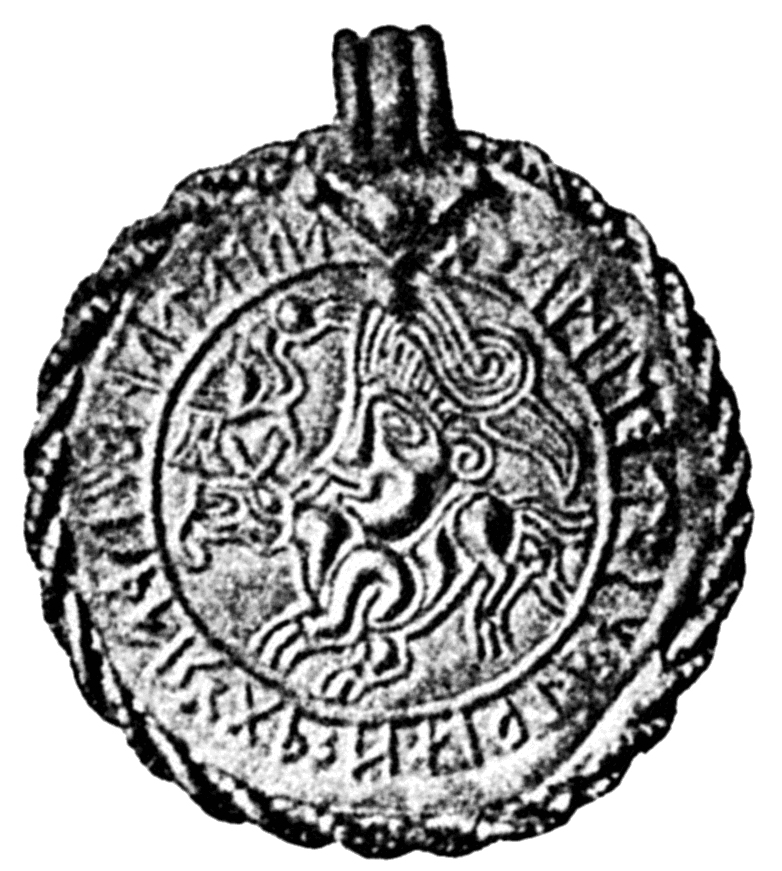
Bratteato di Vadstena

Il bratteato di Vadstena (Rundata Ög 178) ed il bratteato di Mariedamm (Nä 10) sono due C-bratteati in oro rinvenuti rispettivamente a Vadstena nel 1774, e a Mariedamm, in Närke.

## Descrizione
Quando il bratteato di Vadstena venne trovato, un orefice stava per riciclare l'oro fondendolo, ma venne fermato da un chierico locale. Si crede che il bratteato sia stato coniato verso la fine del VI secolo. Al centro si vede un animale a quattro zampe ed una testa umana, e davanti a questi un uccello separato dal resto con una linea 
(questa immagine viene comunemente associata ad Odino nell'iconografia dei bratteati). Questo esemplare è famoso soprattutto per contenere l'elenco completo dell'alfabeto runico in Fuþark antico. L'intera iscrizione si legge:
tuwatuwa; fuþarkgw; hnijïpzs; tbemlŋo[d]
L'ultima runa (d) è nascosta dietro all'anello che ne permetteva l'inserimento in un collare. Gli archeologi hanno potuto risalire a questa lettera grazie al duplicato ritrovato a Mariedamm, nel Närke meridionale leggibile come:
(t)uwatuwa; fuþarkgw; hnijïpzs; tbemlŋod
La prima parte dell'iscrizione non è ancora stata decifrata, ma si suppone che abbia a che fare con la magia.
Entrambi i bratteati sono attualmente esposti presso il Museo delle Antichità Nazionali di Stoccolma.